# قائمة شخصيات إينوياشا
إينوياشا (باليابانية: 戦国お伽草子–犬夜叉) هي سلسلة مانغا مغامرات وإثارة يابانية من تأليف ورسم روميكو تاكاهاشي.

## الأبطال

### إينوياشا
نصف انسان ونصف وحش يبحث عن جوهرة الشيكونوتاما لزيادة قوته ليتحول إلى وحش كامل. يعيش في الغابة، ويحارب الوحوش الأخرى أحب كيكيو وأحبته فتخطط كيكيو لأن تعطي الجوهرة إلى انيوشا ليصبح انسانا ويعيش معها فيوافق، لكن ناراكو دبر مكيدة لكيكيو ولانيوشا ليحقد كل منهما على الآخر (فتنكر ناراكو بهيئته فيقوم بمهاجمة كيكيو) , فتقوم كيكيو بإطلاق السهم عليه ليتعلق بالشجرة، وبعد خمسين سنة تنزع كاجومي السهم فيستيقظ انيوشا. عنده قوة كبيرة لكنه يتصرف مثل الصغار غالبا. إنيوشا يحب كلا الفتاتين كيكيو وكاجومي . سلاحه : سيف يدعى (تشابي) انيوشا يعتبر نصف وحش وذلك بسبب أن والدته كانت من البشر وأباه وحش، يمتلك انيوشا قوة الوحوش لكنه يفقدها عند ولادة كل قمر جديد، في ذلك اليوم يتحول انيوشا إلى بشر في تلك الليلة وتعود قوة الوحوش عندما يبزغ الفجر، يبدأ ماضي انيوشا قبل بداية أحداث الإنيمي بسنة، تبدأ قصته عندما يكبر ذلك الطفل الصغير الذي لم يلقى أي اقبالا من البشر الذي كان يعيش معهم بسبب أنه نصف وحش، فقد كان يحب أن يلعب بالكره لكن الجميع يبتعد عنه وكم من مرة بكت أمه عليه لانها تعرف مستقبله، لم يحب انيوشا أن يبقى على هذه الحال مدى الحياة فأراد أن يصبح مثل والده حيث أن والده كان وحش معروف بقوته والكثير يحسب له ألف حساب، لذلك كان يبحث انيوشا عن طريقة تجعله يصبح وحشا كاملا، فسمع عن جوهرة الشيكونوتاما التي تمتلك قوة هائلة يمكن بها أن يزيد من قوته ويصبح وحشا، لذلك بدأ انيوشا في بحثه عنها ووجدها تحت حراسة فتاة تدعى كيكيو، لم تكن كيكيو خصم سهل أبدا فكم من مرة أراد انيوشا سرقة جوهرة الشيكونوتاما منها إلا أنه فشل، في كل مرة كان يمكن لكيكيو أن تقتل انيوشا لكنها لم تفعل، أخذ انيوشا يراقب كيكيو طوال الوقت وتغيرت مشاعره لها وأصبح دائما معها ويساعدها في حماية الجوهرة لأنه لم يرد أن يحصل أي أحد عليها، في إحدى الأيام عرضت كيكيو على انيوشا أن يستخدم الجوهرة لكي يصبح بشري وبذلك تنتهي مهمة كيكيو في حمايتها وتعود امرأة عادية ويصبح انيوشا رجل بشري، وافق انيوشا لكن في اليوم الموعود حدث ما لم يكن بالحسبان، تمت مهاجمة كيكيو وقبل ذلك غط انيوشا في غيبوبة طويلة على شجرة، في البداية نلمس من انيوشا الشر لانه يريد جوهرة الشوكونتاما لكي يستخدمها فيتحول لوحش، ولم يحسب ماذا سيفعل عندما يتحول، لكن أثناء رحلته مع كاجومي وبقية الفريق تغير انيوشا لكنه عاد إلى طبيعته، شخص طيب يريد أن يحمي من يحب وهو يحب كاجومي، ولا يريد أن يخسر أي شخص بعد خسارته لكيكيو، كما أن حبه لكيكيو لم يختفي أبدا ودائما يفكر بها وهذا إن دل على شيء فهو يدل على أن إينيوشا لا ينسى من يحب مهما حصل بينهم، يحلم انيوشا دائما أن يصبح قوي لانه إن حدث شيء لأصدقائه أو للأشخاص الذين يحبهم يلوم نفسه طوال الوقت، فهو يلوم نفسه على ما حصل لكيكيو لانه لم يستطع حمايتها، فهو يحاول أن لا يتكرر نفس الشيء مع أي أنثى أخرى أو أي صديق له، لا يريد إنيوشا أن يخسر الناس الذي يحبهم، لذلك تجده دائما السباق في إنقاذهم فيمكن الاعتماد عليه وقت الخطر، يمكننا القول أن انيوشا يستحق شخصية البطل فعلا فهو إنسان طموح ويزداد قوة كل مرة، يحمل انيوشا نفسه كامل المسؤولية لذلك فهو يستحق ان يصبح قائد فرقته التي تسعى للتخلص من الشرير الذي يدعى ناراكو، قد يتفوه إنيوشا بكلام لا ينفع في بعض المواقف، فهو إنسان صريح جدا لكن في أغلب المواقف تجده يتصرف بحكمة، أسلوب انيوشا فظ نوعا ما في التعامل غالبا، لكن تلمس منه الطيبة والحنان في مواقف عديدة، وهو لا يحتمل أن يرى أي أنثى تبكي أمامه، كما أنه يحب والدته كثيرا لذلك لا يحب التكلم عنها وإنما يحتفظ بذكراها ويذكرها من وقت لآخر . في النهاية يتزوج إنيوشا من كاجومي .

### كاجومي
فتاة لطيفه جدا وتحب الجميع وهي طالبة في المدرسة تعيش في وقتنا الحالي أي بعد 50 سنة من زمن إنيوشا..فقد اخوها القطة فذهبت تبحث عنها في الغرفة عند البئر فسحبها وحش إلى داخل البئر فخرجت منه إلى عالم اخر وسط غابة وشجرة كبيرة معلق عليها شاب نائم لم تكن تعلم انها تمتلك الجوهرة الجديدة فهاجمها الوحش مرة أخرى فذهبت نحو الشجرة ونزعت السهم المغروس في كتف إنيوشا ليساعدها ولكن الوحش جرحها وخرج من جسدها جوهرة الشيكونو تاما وأخذ الشيكونوتاما فاصبح اقوى فحاول إنيوشا الحصول عليها ليصبح وحش كامل إنيوشا
```
فقتل الوحش واخذت كايدي (أخت كيكيو) الشيكونوتاما واعادتها لكاجومي فحاول إنيوشا مهاجمة كاجومي للحصول على الشيكونوتاما فطوقت كايدي عنق إنيوشا بقلاده سحرية لتتحكم كاجومي بإنيوشا... تجذب الشيكونوتاما العديد من الوحوش وخلال معركة مع غراب وحشي تتكسر الشيكونوتاما إلى قطع وتتوزع في كل المناطق وتبدأ رحلة إينوياشا وكاجومي في تجميع القطع الضائعة. لاحقا تقع كاجومي في حب إنيوشا . في النهاية تتخرج كاجومي من الثانوية وتتزوج من إنيوشا .
```

### ميراكو
راهب و محارب مترحل وهو يعاني من ثقب في يده بسبب ناراكو، ورثه من والده وجده يسحب كل شي إلى داخله ويكبر الثقب مع مرور الوقت ويستخدمه ميراكو في سحب الوحوش . وإذا لم يتم إزالة الثقب بقتل ناراكو فسيلقى ميراكو مصير والده وجده وهو الموت. ينظم ميراكو إلى فريق إنيوشا ويحب سانجو أحياناً يقوم بأشياء وقحة ويحب خداع النساء وبهذا يكون الشخصية المنحرفة في الأنمي.

### سانجو
قاتلة الشياطين من قرية اشتهرت بقتل الشياطين، أخت كوهاكو الكبرى وصاحبة القطة الشيطانيه كيارا، خطط ناراكو لقتل والدها وسكان قريتها وأخاها، وخدعها بأن انيوشا هو الفاعل، عندما تكتشف أن ناراكو خدعها ستنضم إلى فريق انيوشا للقضاء على ناراكو انتقاما لقبيلتها ولتنقذ أخاها كوكاهو من سيطرته 

### شيبو
وحش ثعلب قتل والده على يد اخوة الرعد للحصول على فروه فلم يستطع الانتقام الا مع انيوشا ثم ينضم إلى إنيوشا وكاجومي ليواصل معهم رحلة البحث عن أجزاء الجوهرة... يستعمل الخدع والحيل كأسلوب للقتال ويمكنه التحول إلى كرة . وهو ثعلب صغير جميل وذكي جداً وهو يحب كاجومي كثيرا ويظهر ذلك بتصرفاته الغريبة اتجاهها

### كيارا
قطة وحشية هي حيوان سانجو الاليف وهي تساعدها في المعارك. تتحول إلى قطة نارية ضخمة تشبه النمر.

### ميوجا
وحش برغوث صغير الحجم، صديق قديم لوالد إنيوشا ، معروف بصلابته امام الاعداء في اغلب المواقف رغم صغر حجمه, دائما يتواجد في اغلب المعارك التي خاضها انيوشا ، و يفيد انيوشا في كثير من الاحيان بمعلوماته وكان يده اليمنى لانيوشا، عين حاميا لمكان تشابي المخفي في قبر والد انيوشا،. ميوجا يحب امتصاص الدم

## الشخصيات الثانوية

### كيكيو
أخت كايدي الكبرى، حارسة جوهرة الشيكونوتاما وذات قوة خارقة، فتاه تمتلك قوى خاصة تمكنها من حماية الجوهرة من الوحوش فهي حذرة دائما والوحوش تتربص بها في كل مكان فابتعدت عن القرية لتحميها من الوحوش، حاول انيوشا الحصول على الجوهرة ولكنه يخفق في كل مره تستخدم كيكو سهام ذات قوى خاصة ولكن قلب كيكو الحزين يرفض قتل انيوشا لاحساسها بشعوره وانه منبوذ من الناس فكانت تجلس معه وتتحدث فتغيرت نظرة انيوشا واحبها وابعد فكرة الحصول على الجوهرة فعرضت عليه الحصول عليها على ان يصبح انسان كامل فوافق، لكن ناراكو دبر مكيدة لها ولانيوشا ليكرها بعضهما البعض تطلق كيكيو سهم على انيوشا وتعلقه على الشجرة، تفقد الوعي كيكيو على أثر الجرح للذي جرحها ناراكو بهيئة إنيوشا، تستيقظ كيكيو من غيبوبتها بواسطة مشعوذة لكنها تكره إنيوشا وعندما تكتشف أن انيوشا لم يقتلها تعود إلى حبها لانيوشا .

### سيشومارو
هو أخ إنيوشا الأكبر الغير الشقيق، يبحث عن سيف والده المدعو (التشابي) . شخصيته الهادئه القويه تثير الرهبة والقلق لكل من يواجهه وهو وحش كامل وابن لوحش مشهور ومعروف بقوته سيشومارو، وهو يكره البشر ودائما يبحث عن القوه ومقاتلة الاقوياء حيث كان ينوي مقاتلة والده، وكان يرفض مساعدة أي شخص.... عاش سيشومارو بعد وفاة والده يبحث عن السيفين الذي تركهما والده فترك لسيشومارو سيف ينقذ 100 شخص بضربة واحدة وترك إنيوشا سيف يقتل 100 شخص بضربة واحدة... فحاول الحصول على سيف إنيوشا ولم يستطيع حتى إنيوشا لم يستطيع فأخذته كاجومي واعطته إنيوشا... ظل سيشومارو يبحث عن سر إعطاء والده لسيف لا يستطيع القتل به إلى أن يعرف مقصد والده وهو مساعدة المحتاجين.
وهو مز هذا الانمي وكل شي جميل ومز وقوي وخقه وكل شييي

### كوجا
هو قائد لقطيع ذئاب .. وهو قوي جداً وسبب قوته أنه عثر على إحدى قطع الجوهرة .. وعندما قابل إنيوشا وكاجومي أحب كاجومي كثيراً ومن أسباب حبه لها أنها تستطيع أن ترى وتشعر بالجوهرة .. فقد كان سيتزوجها ولكنه لم يستطع .. و لكنه مستعد بالتضحية من أجلها مع أنه يعرف بأنها تحب إنيوشا وتكن له كل مشاعرها .. ولكنه لا ييأس في مساعدتها وهو يلوم إنيوشا كثيراً إذا تأذت كاجومي بأي شكل من الأشكال إذ أنه لم يستطع مساعدتها . دائماً يتشاجر مع إنيوشا ، وهو مز المسلسل -

### كوهاكو
هو أخو سانجو الصغير، عندما استدعى ناراكو أفراد قبيلة سانجو في حصنه، سيطر على كوهاكو وجعله يقتل أباه وأفراد قبيلته، ثم يقومون حراس الحصن بقتل كوهاكو، ولكن ناراكو أنقذه بسبب الجوهرة التي في ظهره . وهو بلا هدف وهو أيضا كالدمية في يد ناراكو يتحكم فيه كما يشاء بسبب الجوهرة التي في كوهاكو، أحياناً يعصي أوامر ناراكو

## شخصيات في العصر القديم

### كايدي
هي الاخت الصغرى لكيكيو، ظلت تتعلم من اختها الاعشاب الطبيه والعلاج حزنت كثيرا لموت اختها فأصبحت هي حكيمة القرية وتتصف بالحكمة وغالبا ما يرجع اليها الجميع للاخذ برأيها.عجوز حكيمة وهي قامت بوضع العقد على عنق إنيوشا لتتمكن كاجومي من إخضاعه بكلمة (اجلس)

### توتوساي
هو حداد وصانع سيوف مشهور جدا وهو من قام بصناعة سيف (تشابي) الخاص بانيوشا وسيف (التساجا) الخاص بسيشومارو وهو يساعد انوياشا في تصليح سيفه إذا انكسر، يمتلك بقرة وحشية، سلاحه مطرقة ونفث النار من فمه . في النهاية يقوم توتوساي بإعطاء سلاح جديد لكوهاكو . وهو كبير السن.1
.

### جاكين
جاكين خادم سيشّومارو ومخلص له، إن جاكين يحب سيشومارو كثيراً ووفقاً لإخلاصه له قام سيشومارو بإعطائه عصا سحرية بها وجهين في الأعلى وتقذف النار.

### رين
طفلة يتيمة وفقيرة، وجدت سيشومارو مصابا في الغابة حاولت مساعدته، تهاجم من قبل الذئاب التي هاجمت قريتها لكن سيشومارو ينقذها . تستيقظ رين وتبدأ الترحال مع سيشومارو وجاكن . في النهاية تعيش رين في قرية كايدي مع البشر.

## الأشرار

### ناراكو
هو يعود ماضيه إلى لص يدعى اونيجومو وهو شرير جسده محروق ولا يستطيع الحركة تقوم كيكيو بمساعدته وعلاجه رغم معرفتها ان موته أفضل له، احب اونيجومو كيكيو وطمع في الجوهرة فسمح للوحوش بأخذ جسده مقابل الحصول على كيكيو والجوهرة ولكن الوحوش تحكمت به وولد ناراكو الشرير. ناراكو دبر مكيدة لكيكيو وإنيوشا ليكرها وبعضهما البعض، وهو من قتل كيكيو (بهيئة إنيوشا) , و أيضا قام ناراكو بوضع الثقب على يد جد ميراكو إلى أن توارثه ميراكو، وهو من سيطر على كوهاكو ليقتل والد سانجو وأفراد و قبيلته .وهو اقوى شخصية في الانمي

### كاجورا
كاجورا نسخة عن ناركو.. أيضاً فهي تابعة له ولكنها ليست مخلصة له .. فهي ليست شريرة مثله بل تريد الحصول على حريتها لذلك فإنها تقوم بالقتال بكل ما أوتي لها من قوة لكي تحصل على حريتها في النهاية يتلاشى جسد كاجورا إلى رياح .

### كانا
نسخة من ناراكو، تظهر بمظهر فتاة، لكنها ليست كـ كاجورا تريد حريتها وليست مخلصة لـ ناراكو ... أما كانا فالشيء الوحيد الذي تعرفه هو طاعة ناراكو فقط فهي تملك مرآه تستطيع من خلالها رؤية الأشياء وسحب القوى، فتاة هادئة جداً لا تتكلم كثيراً , في النهاية يتكسر جسد كانا إلى أجزاء صغيرة .
كوشنكي
نسخة من ناراكو .وحش شكله ليس جميلا يستطيع قراءة الافكار. كسر سيف إنيوشا بعدها تحول إنيوشا إلى وحش كامل وقتله.لكن إنيوشا عاد لطبيعته بعد ذكر كاجومي كلمة (أجلس)
بانكوتسو
مرتزق مات وعاد إلى الحياة بواسطة جزء الجوهرة الذي أعطاه ناراكو، وهو زعيم العصابة السبع، العصابة مجموعة مرتزقة ماتو وأحياهم ناراكو بواسطة أجزاء الجوهرة .

## شخصيات في العصر الحديث

### الأم هيجرشي
امرأة لطيفه جدا، تساعد ابنتها كاجومي على تخطي الصعاب وتنصحها .
الجد هيجرشي
جد كاجومي يحب الاشياء القديمة ويحزن على فقدانها

### سوتا
أخ كاجومي الأصغر وهو يحبها كثيرا كما إنه معجب بقوة إنيوشا ولم يذهب عالم انيوشا .